# Wendell Marshall
Wendell Lewis Marshall (* 24. Oktober 1920 in St. Louis; † 6. Februar 2002 ebenda) war ein US-amerikanischer Jazz-Bassist.
Marshall wurde von seinem Vetter Jimmy Blanton motiviert, als Jazzbassist zu arbeiten. Schon während seiner Zeit auf dem College (er studierte an der Lincoln University in Jefferson City) spielte Marshall 1942 kurz in der Band von Lionel Hampton. Nach drei Jahren in der US-Army arbeitete er 1946/47 im Trio von Stuff Smith und kehrte dann nach St. Louis zurück, wo er eine eigene Formation  bildete. Im Jahr 1948 ging er nach New York und wurde Mitglied der Mercer Ellington Band, gefolgt vom Spiel im Duke Ellington Orchestra von 1948 bis 1955, wo er Oscar Pettiford ablöste. Außerdem war er von 1956 bis 1963 ein gefragter Sessionmusiker und wirkte an Plattenaufnahmen von Art Blakey, Donald Byrd, Gigi Gryce, Milt Jackson, Hank Jones, Mary Lou Williams und Kenny Clarke und Lem Winchester mit; danach arbeitete er vor allem in Theater-Orchestern am Broadway. Marshall spielte auch gelegentlich Solo-Passagen im Blanton/Pettiford-Stil. 
1955 nahm er sein einziges Album unter eigenem Namen auf, Wendell Marshall with the Billy Byer Orchestra (auf RCA). 1968 zog er zurück in seine Heimatstadt, um als Versicherungsmakler zu arbeiten.